# Золото Полуботка

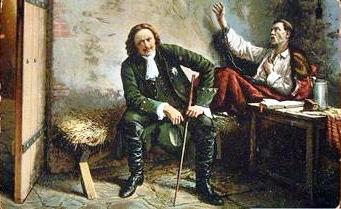
Худ. В. А. Волков. «Пётр І посещает в тюрьме наказного гетмана Павла Полуботка в 1724 году»

Золото Полуботка — легенда о большом количестве золота, которое  гетман Павел Полуботок якобы оставил на хранение в одном из английских банков в 1723 году.

## История
В ноябре 1723 года гетман Павел Полуботок был арестован и направлен в Петропавловскую крепость. Согласно легенде, перед арестом Полуботок тайно отдал на хранение 200 тысяч золотых монет Банку Англии под 7,5 %. Сумма денег, банк и проценты варьируются в различных вариантах: некоторые источники указывают на две бочки с золотом, 500 000 или 1 000 000 червонцев, 2,5 или 4 %, Банк Ллойда или Банк Британской Ост-Индской компании. В завещании Полуботок якобы завещал 80 % золота на будущее независимой Украины, а остальные — своим правопреемникам.
Первые слухи о несметных богатствах гетмана появились в 1860-х годах, однако широкую известность история обрела в 1907 году, когда была опубликована в русском журнале «Новое время» профессором Александром Рубцом. В 1908 году Министерство иностранных дел России выписало ордер на расследование российскому консульству в Лондоне.
Александр Рубец предложил провести съезд потомков Полуботка в 1909 году в городе Стародубе. На съезд собрались около ста человек, имевших основания считать себя потомками гетмана, но прямых наследников по мужской линии обнаружить не удалось. Съезд принял решение создать из 25 присутствовавших на съезде делегатов комиссию для поисков наследства и нанять для этого адвоката Кулябко-Корецкого. Однако первая поездка Кулябко-Корецкого в Лондон оказалась безрезультатной, а второй поездке помешала начавшаяся Первая мировая война.
По сообщениям печати, в 1922 году в посольство УССР в Вене обратился некий человек, приехавший из Бразилии и назвавшийся Остапом Полуботько — прямым потомком одного из сыновей гетмана. Он показал послу Юрию Коцюбинскому фотокопию документа о вкладе Полуботка, подлинник которого он якобы хранил в надёжном месте, и предложил сделку: он передаёт право на получение денег правительству УССР, а за передачу подлинника документа получит один процент накопившейся огромной суммы. Но попытка переговоров с Банком Англии окончилась ничем.
Существуют утверждения, что возможные претензии СССР на наследство Полуботка были предметом переговоров с Великобританией в 1940—1980-х годах и были достигнуты соглашения, что СССР отказывается от этих претензий в обмен на урегулирование различных долгов СССР Великобритании.
В период  распада Советского Союза история вновь привлекла внимание общественности. В мае 1990 года поэт Владимир Цибулько объявил, что если золото будет возвращено, то на каждого гражданина независимой Украины придётся 38 кг. Подогрев интереса к золоту Полуботка совпал с визитом в Киев в июне 1990 года премьер-министра Великобритании Маргарет Тэтчер. Украинский парламент распорядился создать специальный комитет во главе с Петром Тронько, который посетил Лондон. Золото найдено не было.

## В культуре
- В приключенческом романе Рафаэля Гругмана «Завещание Мазепы, князя Священной Римской империи, открывшееся в Одессе праправнуку Бонапарта», рассказывается о поиске воинской казны Запорожской Сечи и, в том числе, о полковникe Павле Полуботке и его сыне, о запросе, полученном во времена Хрущёва из Лондона о наследниках Павла Полуботка, на который, не разобравшись, Инюрколлегия ответила, что наследники не обнаружены. Об этом в 1991 году докладывал в Раде Леонид Кравчук, 1-й президент Украины.
- В 1992—1994 годах на киностудии им. Довженко режиссёр Вадим Костелли снимал фильм «Вперёд, за сокровищами гетмана![укр.]» в жанре бурлескной комедии. Мораль — подлинное богатство Украины не в мифическом золоте, а в её народе и национальном характере.
- В апреле 1993 года львовский театр-варьете «Не журись!» открыл киевские гастроли комедией «Золотая лихорадка, или Таинственные приключения охотников за сокровищами Полуботка».
- С 2000 года во Львове выпускается водка «Золото Полуботка».